# Crataegus pennsylvanica
Crataegus pennsylvanica es una especie de planta del género Crataegus, perteneciente a la familia Rosaceae.

## Taxonomía
Crataegus pennsylvanica fue descrita por William Willard Ashe en 1902.

## Distribución
Se encuentra en el territorio sureste de Canadá hasta Carolina del Norte.